# 盒子怪
《盒子怪》（英語：The Boxtrolls）是一部2014年美國3D定格動畫奇幻喜劇電影，改編自艾倫·斯諾的小說《怪物在這裡》。影片由萊卡製作，格雷厄姆·安纳布尔和安東尼·斯塔克奇執導，講述了被垃圾回收魔怪收養的人類男孩“蛋生”（Eggs），試圖從盒子怪终结者阿奇博爾德·斯納撤手中拯救世界的故事。伊萨克·亨普斯特德-怀特、本·金斯利、艾丽·范宁、托妮·科莱特、杰瑞德·哈里斯、西蒙·柏奇、尼克·弗洛斯特、理查德·阿尤阿德和崔西·摩根配音。
本片發行後獲得正面為主的評價，获得第87届奥斯卡金像奖最佳动画片提名與十三項安妮獎獎項提名。

## 剧情
住在地洞里的拾荒者收养了一个孤独的男孩，男孩要从一位邪恶的害虫克星的手中，拯救他的朋友。

## 角色

### 介绍
蛋頭（Eggs）
被怪怪箱養大的孤兒。
綁匪阿奇博爾德·史納屈（Archibald Penelope Snatcher）
綁架怪怪箱的始作俑者，及編造杜蕭寶寶被怪怪箱吃的故事的造謠者。
溫妮（Winnie Portley-Rind）
蛋頭的第一位人類朋友，伯特利爵爺和伯特利女士的女兒。
伯特利女士（Lady Cynthia Portley-Rind）
溫妮的媽媽。
伯特利爵爺（Lord Charles Portley-Rind）
溫妮的爸爸和白帽子的領導。
特勞特先生（Mr. Trout）
綁匪的心腹（傀儡），肥胖、天然呆且有想法。
泡菜先生（Mr. Pickles）
綁匪的心腹（傀儡），苗條、善良但容易出錯。
軟骨先生（Mr. Gristle）
綁匪的心腹（傀儡），身材矮小、瘋狂。

### 配音员
| 配音                   | 配音   | 角色                                                 |
| 英語                   | 國語   | 角色                                                 |
| ---------------------- | ------ | ---------------------------------------------------- |
| 伊薩克·亨普斯特德-懷特 | 林美秀 | 蛋頭（Eggs）                                         |
| 本·金斯利              | 曹冀魯 | 綁匪阿奇博爾德·史納屈（Archibald Penelope Snatcher） |
| 艾丽·范宁              | 傅其慧 | 溫妮（Winnie Portley-Rind）                          |
| 迪·布莱德利·贝克       |        | 魚（Fish）                                           |
| 史蒂芬·布朗            |        | 鞋子與史巴奇（Shoe and Sparky）                      |
| 東妮·克莉蒂            |        | 伯特利女士（Lady Cynthia Portley-Rind）              |
| 傑瑞德·哈里斯          | 孫中台 | 伯特利爵士（Lord Charles Portley-Rind）              |
| 尼克·佛洛斯特          | 夏治世 | 特勞特先生（Mr. Trout）                              |
| 理查德·艾欧阿德        | 孫誠   | 皮克斯先生（Mr. Pickles）                            |
| 崔西·摩根              | 康殿宏 | 格里索先生（Mr. Gristle）                            |
| 西蒙·柏奇              | 劉傑   | 赫伯特（Herbert Trubshaw）                           |
| 妮卡·法特曼            |        | 油桶罐和短褲（Oil Can and Knickers）                 |
| 派特·法利              |        | （Fragile and Sweets）                               |
| 弗雷·塔薩西索          |        | （Clocks and Specs）                                 |
| 毛利斯·拉馬奇          |        | （Sir Langsdale）                                    |
| 詹姆士·厄班尼坎        |        | （Sir Broderick）                                    |
| 布萊恩·喬治            |        | （Boulanger）                                        |
| 蘿莉·崔特兒            |        | 女性貴族（Female aristocrat #1）                     |
| 拉蕾琳·紐曼            |        | 女村民 1（Female Townsfolk #1）                      |
| 雷克里斯·傑克          |        | 男孩（Background boy）                               |

## 制作
2008年6月，萊卡推出发展项目的候选名单，一部改编自艾伦·斯诺小说《怪兽在这里》的动画片名列其中，这部电影最终成为《盒子怪》。动画技术尚未定夺，但安东尼·斯塔奇早已执导本片。莱卡于2013年2月7日宣布，他们接下来的3D改编定格动画电影，名为《盒子怪》。斯塔奇和格雷厄姆·安纳布尔将执导该片，预定于2013年5月发行，之后档期改在2014年9月26日，最终定档2014年10月17日。焦点影业拥有本片的全球发行权，环球影业负责本片的海外发行（含Eone的加拿大发行）。

## 配乐
2013年12月4日，作曲家达里奥·马利安那利受聘为影片配乐，这也是职业生涯中的首部动画长片。2014年8月30日，达里奥宣布Back Lot Music将于2014年9月23日发布电影的原声带专辑。
曲目列表
| 曲序     | 曲目                                                                                       | 时长  |
| -------- | ------------------------------------------------------------------------------------------ | ----- |
| 1.       | The Unspeakable Has Happened                                                               | 2:19  |
| 2.       | The Scavengers                                                                             | 2:26  |
| 3.       | The Boxtrolls Cavern                                                                       | 2:32  |
| 4.       | 『Eggs』Music Box                                                                          | 1:50  |
| 5.       | Quattro Sabatino（Peter Harris、Alex Tsilogiannis、Thomas Kennedy和Edmund Saddington演唱） | 2:38  |
| 6.       | One Busy Night                                                                             | 2:35  |
| 7.       | Rooftop Chase                                                                              | 1:38  |
| 8.       | Broken Eggs                                                                                | 2:00  |
| 9.       | Cheesebridge Funfair                                                                       | 0:46  |
| 10.      | The Boxtrolls Song（Eric Idle作词；Sean Patrick Doyle、Mark Orton和Loch Lomond演唱）       | 2:35  |
| 11.      | Snatcher and His Stooges                                                                   | 1:34  |
| 12.      | Allergic                                                                                   | 4:51  |
| 13.      | To the Rescue                                                                              | 1:59  |
| 14.      | I’m Sure I Am Delicious                                                                    | 1:59  |
| 15.      | I Was Given to Them                                                                        | 2:53  |
| 16.      | What’s a Father?                                                                           | 1:31  |
| 17.      | Slap Waltz                                                                                 | 2:28  |
| 18.      | Snatchers Dramatical Entrance                                                              | 3:26  |
| 19.      | Look What You Did                                                                          | 3:45  |
| 20.      | Jelly!                                                                                     | 4:11  |
| 21.      | Last Battle                                                                                | 3:43  |
| 22.      | Say Cheese                                                                                 | 2:01  |
| 23.      | Little Boxes（马尔维娜·雷诺兹作词、Loch Lomond演唱）                                       | 2:36  |
| 24.      | Some Kids（performed by Loch Lomond）                                                      | 3:03  |
| 25.      | Whole World（performed by Loch Lomond）                                                    | 1:34  |
| 总时长： | 总时长：                                                                                   | 60:02 |

## 发行
制片方于2014年6月11日发布美国版和英国版预告片。电影于2014年8月31日在威尼斯电影节首映。DVD和蓝光2015年1月20日由环球影业家用娱乐公司发行。

### 票房
截至2015年1月21日，《盒子怪》在北美和其他地区分别赚得50,769,750美元和57,418,465美元，全球总票房108,188,215美元，远超6000万美元的预算。
影片于2014年9月26日在北美上映，开画首周末从3464家影院处赚得17,275,239美元（平均4987美元/家），首周票房紧随《伸冤人》和《移动迷宫》排行第三。这也是莱卡工作室继2009年《鬼妈妈》（1680万美元），首映周末票房最大的影片，也是莱卡工作室首映周末票房第二高的定格动画电影，紧随2006年莱卡联合制作的《僵尸新娘》（1910万美元）。
影片还其他16个国家的1806块荧幕赚取510万美元。《盒子怪》已成为在海外最卖座的莱卡电影，超越《通灵男孩诺曼》的5100万美元，达到5160万美元。
本片于2014年9月25日在香港上映，《盒子怪》次周票房上涨到136万，跌至票房第八。

## 评价
《盒子怪》受到影评人的好评。烂番茄基于146条评论，给予本片75%的“新鲜认证”评级，评价得分为7/10。该网站的共识表示：“《盒子怪》尽管比莱卡最好的作品差得远，却挤满了足够的另类智慧和视觉上的光彩，向各个年龄层提供健康剂量的娱乐。”Metacritic基于37条评论，给本片打出61分（满分100），即“普遍好评”。

## 奖项
第87届奥斯卡金像奖
- 奥斯卡最佳动画片奖

第72届金球奖
- 金球奖最佳动画片奖

第68届英国电影学院奖
- 英国电影学院奖最佳动画片奖

第42届安妮奖
- 最佳动画电影导演：格拉汉姆·阿纳贝尔、安东尼·斯塔奇
- 最佳动画电影编剧：伊莲娜·布里格努尔、亚当·帕瓦
- 最佳动画效果：Peter Vickery
- 最佳动画电影艺术指导：Paul Lasaine
- 最佳动画片
- 最佳动画电影故事板
- 最佳动画电影故事板：Emanuela Cozzi
- 最佳动画电影角色动画塔拉维斯·柯奈特：Travis Knight
- 最佳动画电影角色动画
- 最佳动画电影角色动画
- 最佳动画电影角色设计：Mike Smith
- 最佳动画电影配音：Dee Bradley Baker
- 最佳动画电影配音本·金斯利：Ben Kingsley

来源：